# 北海道道774号川北中標津線

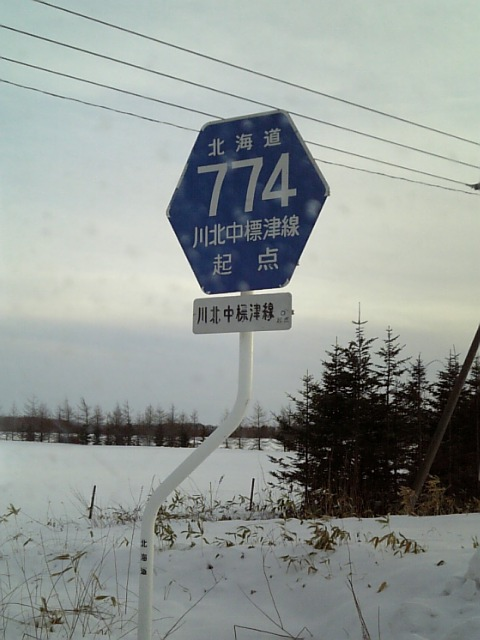
起点の大型標識

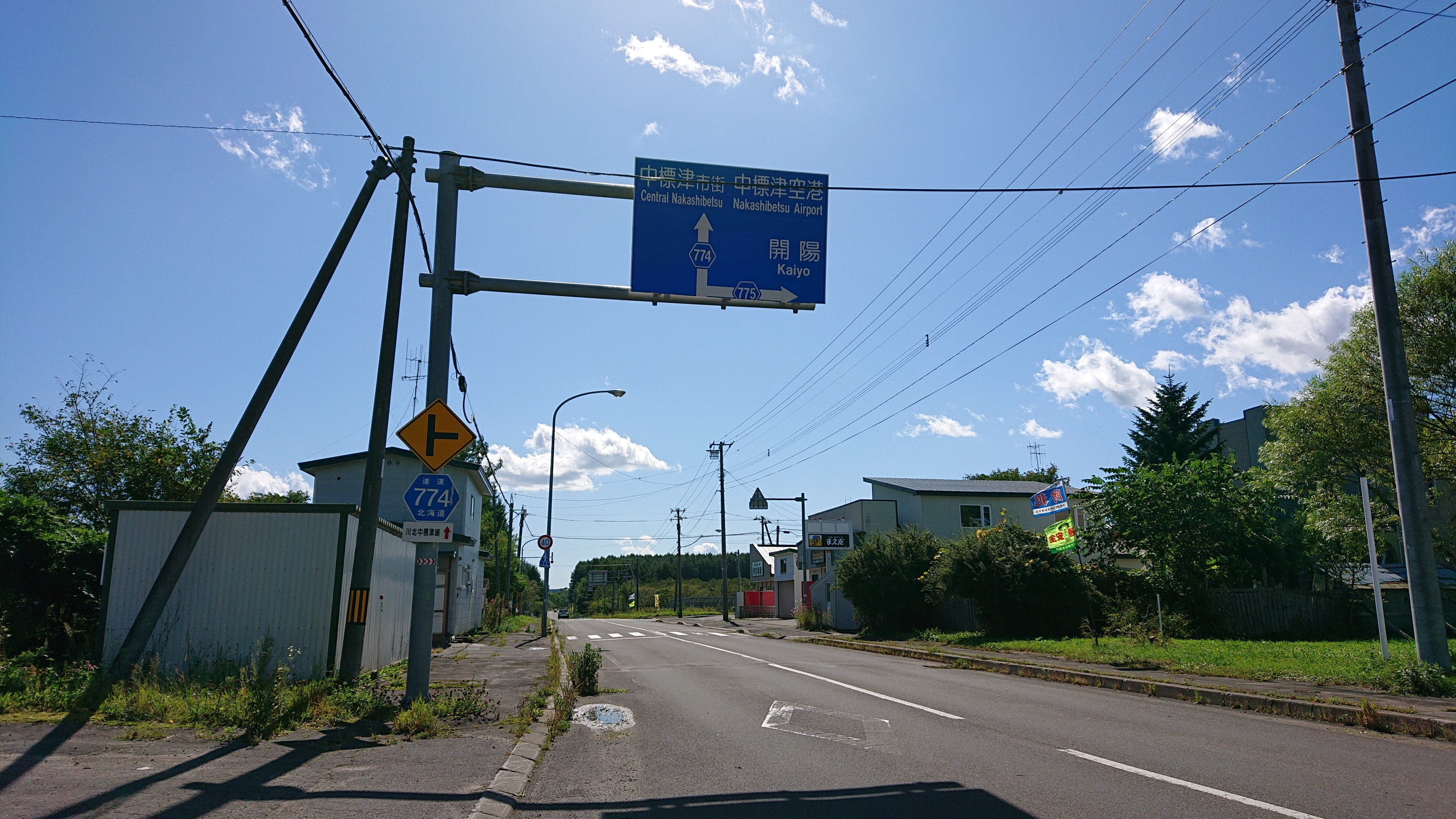
北海道道774号川北中標津線（中標津町武佐）

北海道道774号川北中標津線（ほっかいどうどう774ごう かわきたなかしべつせん）とは、北海道標津郡標津町から同郡中標津町を結ぶ一般道道（北海道道）である。

## 概要

### 路線データ
- 起点：北海道標津郡標津町椴山（国道244号交点）
- 終点：北海道標津郡中標津町東39条南1丁目（国道272号交点）
- 総延長：21.0km

## 歴史
1972年（昭和47年）3月31日 - 路線認定。

## 路線状況

### 重複区間
中標津町
- 北中 - 大通北1丁目（北海道道69号中標津空港線）

### 通称
- 中央通り（大通北 - 国道272号交点）
- 大通（丸山 - 大通北）

## 地理

### 通過する自治体
- 根室振興局
  - 標津郡標津町
  - 標津郡中標津町

### 主な接続道路
標津町
- 国道244号 - 椴山（起点）
- 北海道道863号川北茶志骨線 - 川北

中標津町
- 北海道道775号上武佐計根別停車場線 - 武佐
- 北海道道69号中標津空港線 - 北中
- 北海道道13号中標津標茶線 - 大通北1丁目
- 北海道道669号中標津停車場線 - 東3条南1丁目
- 国道272号 - 東39条南1丁目（終点）